# Лёскин, Борис Вульфович
Бори́с Ву́льфович Лёскин (англ. Boris Leskin; 5 января 1923, Петроград — 21 февраля 2020, Нью-Йорк) — советский и американский актёр театра и кино.

## Биография
Родился 5 января 1923 года в Петрограде в семье завхоза Вульфа Исааковича Лёскина и Берты Абрамовны Лёскиной (1892—1975). Семья жила на проспекте 25 Октября, дом № 22. В 1938 году отец был арестован, и больше семья его не увидела.
В годы Великой Отечественной войны — сапёр на фронте; был призван в сентябре 1941 года, служил в 166-м особом сапёрном батальоне 189-й стрелковой дивизии Ленинградского фронта, младший лейтенант. После победы над Германией продолжил службу на Дальнем Востоке в боевых действиях против Японии, демобилизован 31 июля 1946 года. Награждён орденом Красной Звезды за организацию переправы на Прагу (район Варшавы, а не столица Чехословакии), медалями «За оборону Ленинграда», «За отвагу» (за форсирование Нарвы), «За победу над Германией», «За победу над Японией». В 2010 году был награждён юбилейной медалью «65 лет Победы в Великой Отечественной войне».
После демобилизации вернулся в Ленинград. В 1952 году окончил Ленинградский театральный институт имени А. Н. Островского (курс Л. Ф. Макарьева).
В 1951—1980 годах — актёр Большого драматического театра в Ленинграде. Дебютировал в кино в 1954 году. Дружба с Сергеем Юрским, начавшаяся в театре, сохранилась на всю жизнь.
В 1980 году уехал в США, был актёром театра в Нью-Йорке. За роль одесского дедушки в кинофильме «И всё осветилось» (2005, одна из главных ролей) отмечен премией за лучшую мужскую роль владивостокского международного кинофестиваля «Меридианы Тихого» (2006).
В 2011 году режиссёром Эдуардом Старосельским был снят документальный фильм о Борисе Лёскине «Боба — Сапёр Большого Драматического» (с участием Сергея Юрского, премия Золотая Ника, 2011).
Умер 21 февраля 2020 года.

### Театральные работы

#### Большой драматический театр имени М. Горького
- 1956 — «Обрыв» по роману И. А. Гончарова; постановка Н. С. Рашевской — Васильков Василий Васильевич
- 1956 — «Шестой этаж» А. Жери, постановка Г. А. Товстоногова, режиссёр М. В. Сулимов — Жилец с 5-го этажа
- 1957 — «Кремлёвские куранты» Н. Ф. Погодина; постановка В. Я. Софронова и И. П. Владимирова — Человек в сапогах
- 1960 — «Гибель эскадры» А. Е. Корнейчука; постановка Г. А. Товстоногова —
- 1961 — «Четвёртый» К. Симонова — Гвиччарди
- 1963 — «Карьера Артуро Уи» Б. Брехта. Режиссёр Э. Аксер — Тед Регг, репортёр газеты «Стар»
- 1969 — «Два театра» Е. Шанявского; постановка Э. Аксера. Режиссёр — Р. А. Сирота — Монтек
- 1973 — «Мольер» М. Булгакова; постановка С. Ю. Юрского  — Шарлатан с клавесином
- 1977 — «Тихий Дон» по М. А. Шолохову. Постановка Г. А. Товстоногова — адъютант генерала Фицхалаурова

## Фильмография
1. 1953 — Любовь Яровая (телеспектакль) — дирижёр оркестра
2. 1954 — Мы с вами где-то встречались — зритель
3. 1955 — Максим Перепелица — Микола
4. 1955 — Неоконченная повесть — симулянт
5. 1955 — Следы на снегу — Васин, монтёр
6. 1956 — Искатели — заказчик
7. 1957 — Балтийская слава — солдат
8. 1957 — Шторм — начпрод
9. 1957 — На переломе — Димка
10. 1959 — Достигаев и другие (телеспектакль)
11. 1961 — Барьер неизвестности — пассажир
12. 1962 — Душа зовёт (короткометражный) — Витя-снабженец
13. 1963 — Два воскресенья — новый фотограф Гриша
14. 1964 — Мать и мачеха — приятель Фильки
15. 1965 — Иду на грозу — лётчик
16. 1965 — Римские рассказы (телеспектакль)
17. 1965 — Первый посетитель — чиновник
18. 1966 — Республика ШКИД — милиционер, сопровождающий Мамочку
19. 1966 — 12 стульев (телеспектакль) — аукционист
20. 1967 — Интервенция — предприниматель
21. 1968 — Старая, старая сказка — кучер
22. 1969 — Вам! (телеспектакль) — буржуй / солдат
23. 1969 — Ваня, ты как здесь? (фильм-спектакль) — Николай Петрович, кинорежиссёр
24. 1970 — Счастье Анны — красноармеец
25. 1971 — Достояние республики
26. 1972 — Боба и слон — администратор цирка
27. 1974 — Пятёрка за лето
28. 1974 — Сержант милиции — таксист
29. 1974 — Царевич Проша — стражник
30. 1975 — Дневник директора школы — отец Оли
31. 1975 — Единственная — посетитель в приёмной Татаринцева
32. 1976 — Небесные ласточки — Густав Кристо, капитан
33. 1976 — Строговы — штабс-капитан
34. 1977 — Почти смешная история — мастер в мастерской по ремонту сумок и чемоданов
35. 1978 — Ханума (телеспектакль) — приятель князя в бане
36. 1985 — Агенты Сокол и Снеговик — Михаил, сотрудник посольства СССР
37. 1988 — Дом на Кэрролл-стрит — Хорвиц (Hörwitz)
38. 1989 — Поцелуй вампира — таксист в фантазии
39. 1989 — Доставить по назначению (The Package) — министр иностранных дел СССР
40. 1990 — Человек в кадиллаке — советский муж
41. 1991 — Чёрное и белое (режиссёр Борис Фрумин)
42. 1996 — Диван в Нью-Йорке[англ.] — таксист
43. 1997 — Люди в чёрном — повар
44. 1998 — World War III — Юрий Рубанов, министр иностранных дел СССР
45. 2005 — И всё осветилось — дедушка
46. 2009 — Замёрзшие души — русский костюмер

### Телевидение
- Полицейские под прикрытием[англ.] (эпизод «Стрелок», 1995) — Зигфрид
- Деллавентура  (эпизод «С чистого листа», 1997) — Фёдор
- Третья смена  (эпизод «Супергерои 1», 2002) — Ури Долеска